# Дирдін Максим Євгенович
Максим Євгенович Дирдін (нар. 11 жовтня 1982, м. Первомайськ, Миколаївська область) — практикуючий адвокат, політик. Народний депутат України 9-го скликання.

## Життєпис
У 2005 році закінчив Національну академію державної податкової служби України, спеціальність «Правознавство» (юрист). 2010 — аспірант Національного університету державної податкової служби України. Кандидат юридичних наук (2011), доцент (2013). Тема дисертації: «Повторність у слідчій діяльності».
2006 — головний юрисконсульт ДАК «Хліб України». 2006–2016 — асистент, старший викладач, доцент кафедри кримінального права, процесу та криміналістики Університету державної фіскальної служби України.
З 2009 року — адвокат. З грудня 2016 року — головний радник генерального директора ПрАТ «Санта-Україна».

## Політична діяльність
Дирдін був помічником народного депутата Івана Кураса.
Кандидат у народні депутати від партії «Слуга народу» на парламентських виборах у 2019 році (виборчий округ № 132, м. Первомайськ, Арбузинський, Братський, Врадіївський, Кривоозерський, Первомайський райони). На час виборів: головний радник генерального директора ПрАТ «Санта-Україна», безпартійний. Поживає в м. Ірпінь Київської області.
Член Комітету Верховної Ради з питань правової політики.

## Нагороди
- Заслужений юрист України (8 жовтня 2021) — за вагомий особистий внесок у розбудову правової держави, багаторічну плідну працю та високий професіоналізм[8].

## Критика

### Наймання родичів
Родичі Дирдіна були помічниками нардепів-знайомих і навпаки:
- дружина — помічниця у його колеги по фракції Андрія Костіна (із 2022 Генерального прокурора України), а дружина Костіна була у той час помічницею самого Дирдіна[9].